# Этнология
Этноло́гия (греч. ἔθνος «народ» + λόγος «учение, наука») — наука, изучающая этнические процессы, под которыми понимаются разнообразные аспекты жизнедеятельности этносов, а также других этнических общностей. В современной российской науке термин, как правило, употребляется наряду с более традиционным названием дисциплины этнография. В западной науке зачастую этнография представляется как описательная, региональная дисциплина, а этнология — как теоретическая, обобщающая наука.

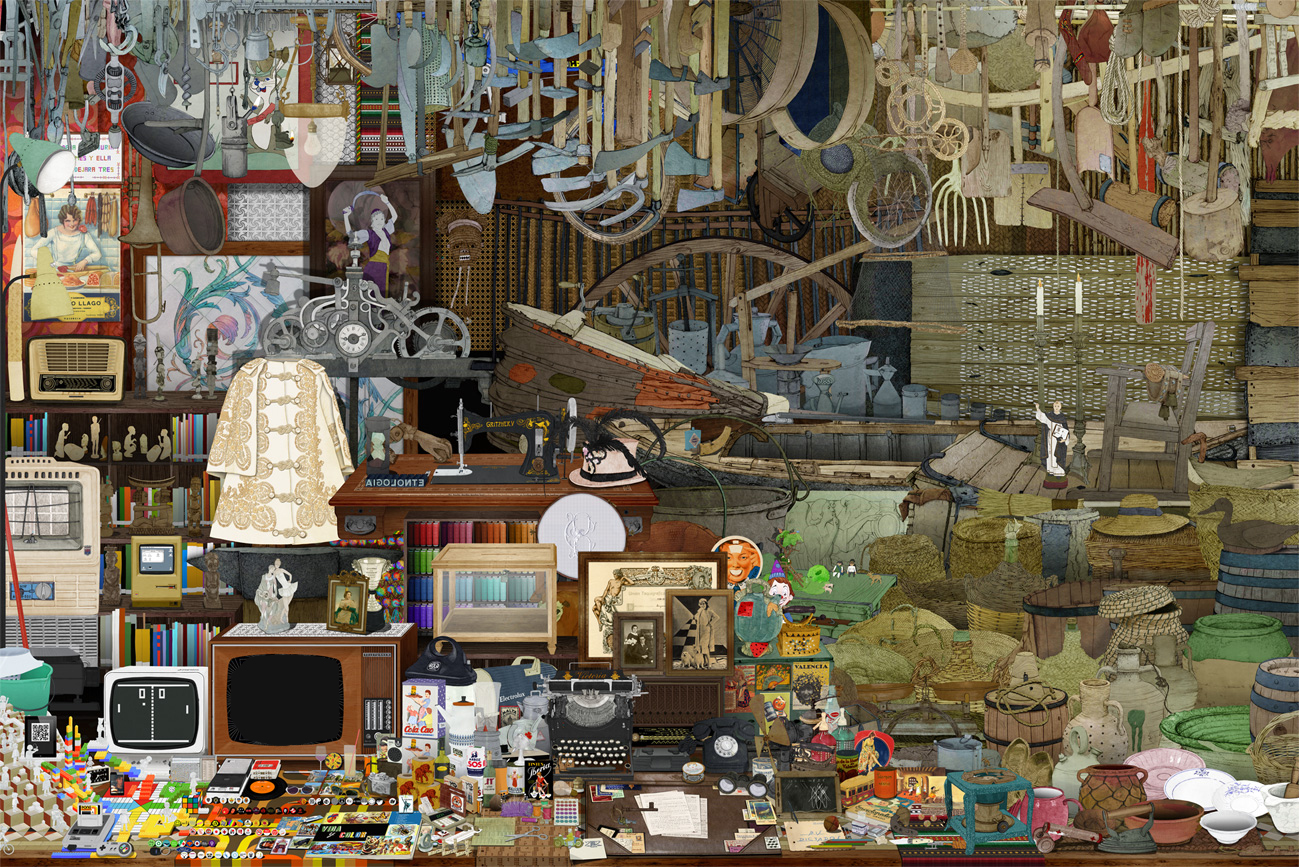
Музей этнологии Валенсии

## Предмет и объект этнологии
По одному из определений этнология — это социологическое направление антропологического исследования, включающее социальную грань в сравнении бытия, фольклора, верований, культурного и исторического развития различных этносов и обществ.
Среди целей этнологии — реконструкция человеческой истории, и формулировка культурных инвариантов, таких как предполагаемое табу кровосмешения и изменение культур, а также формулировка обобщений о «человеческой природе», концепции, которая критиковалась с XIX века различными философами (Гегель, Маркс, структурализм, и т. д.).

## Связь этнологии с этнографией, культурной и социальной антропологией
Этнология («наука о народах») тесно связана с понятиями этнография («описание народов»), народоведение, культурная антропология.
По сравнению с этнографией, которая исследует отдельные этносы через прямой контакт с их культурой, этнология более академична, начинает с исследований, собранных этнографами, затем сравнивает и противопоставляет различные культуры, чтобы развить это в исследовательских работах и изложить в учебниках.
В США данная наука обозначается как «культурная антропология», а в Великобритании — как «социальная антропология», однако этнология — это не только раздел антропологии. Этнология возникла как научная дисциплина с конца XVIII века и может применяться к любому сравнительному исследованию человеческих групп.

## Разделы этнологии и связь её с другими науками

### Этнология и антропология
К этнологии довольно близка антропология: для той и другой общим предметом исследований являются вопросы происхождения рас, их распределения по планете, изменения физического облика людей в результате культурно-исторического прогресса, антропологического состава этносов. Но нельзя ставить знак равенства между понятиями «этнология» и «антропология», так как предметом антропологии никогда не были проблемы этногенеза, этничности, демографических процессов; антропология была и остаётся наукой о биологической и физической природе человека. Этнология значительно шире по своему предметному полю, чем антропология, что не позволяет говорить об их тождестве.

### Этнология и психология
Термин «этническая психология» (нем. Völkerpsychologie) был предложен во второй половине XIX века немецкими философами и лингвистами Г. Штейнталем и М. Лацарусом, пытавшимися обосновать понятие этнической психологии и сформулировать её задачи. Опираясь на психологию И. Гербарта и трактуя с гербартианских позиций концепцию «народного духа» (по аналогии с индивидуальным сознанием), они пытались доказать на страницах основанного ими в 1859 году журнала «Психология народов и языкознание» (нем.  Zeitschrift fur Völkerpsychologie und Sprachwissenschaft), что язык, религия, право, искусство, наука, быт, нравы и т. п. получают конечное объяснение в психологии народа как носителя коллективного разума, воли, чувств, характерa, темперамента и т. п. Согласно такому пониманию, все явления социальной жизни представляют собой своеобразную форму «эманации народного духа». Задача психологии народов как отдельной науки — познать психологически сущность духа народа, открыть законы, по которым протекает духовная деятельность народов.
В. Вундт подверг критике интеллектуализм воззрений Г. Штейнталя и М. Лацаруса и выдвинул столь же идеалистическое волюнтаристское понимание сущности и задач этнической психологии. Он отказался от неопределённого понятия «дух целого» и придал психологии народов более реалистичный вид, предложив программу эмпирических исследований языка, мифов и обычаев — своего рода социологию обыденного сознания. В его варианте психология народов — это описательная наука, не претендующая на открытие и создание законов, но фиксирующая особенности «глубинных слоёв» духовной жизни людей. Для Вундта народное сознание представляло собой «творческий синтез» индивидуальных сознаний, порождавший качественно новую реальность, обнаруживаемую в продуктах надындивидуальной деятельности.
Вопросы этнической психологии разрабатывал Г. Шпет, выступивший в 1920-х годах с резкой критикой В. Вундта и генетического подхода (Штейнталь, Лацарус и др.) и пытавшийся обосновать своё понимание этнической психологии с позиций феноменологии Э. Гуссерля.
Школа психологии народов послужила отправной точкой для развития понимающей психологии В. Дильтея и Э. Шпрангера, а также французской социологической школы.
В изучении проблем этнической психологии, наряду с психологами, приняли участие лингвисты, историки, археологи, социологи, этнологи, антропологи и др. Был собран огромный фактический материал по психологии различных племён и народов. Особенно много внимания уделялось исследованиям психологии первобытных народов (французский учёный Л. Леви-Брюль, немецкий учёный Р. Турнвальд и др.).

### Этнология и педагогика
Соединение этнологии и педагогики положило начало новому направлению научной деятельности — этнопедагогика. Термин этнопедагогика был введён советским педагогом Г. Н. Волковым.

## Становление этнологии как науки и история этнологической мысли

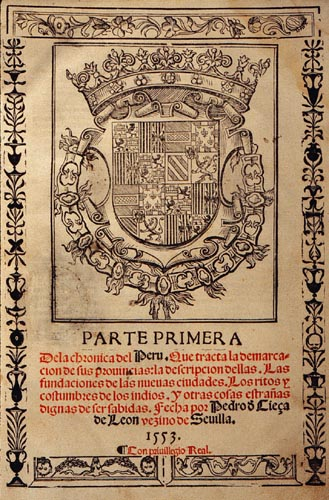
Первая часть книги «Хроника Перу» Сьеса де Леона, впервые описывающая многочисленные этносы Южной Америки (1553)

В XV веке «открытие Америки» имело важную роль в новом западном интересе к «другим», часто квалифицированным как «дикари», которые делились либо на «зверских варваров», либо на «благородных дикарей». Таким образом, цивилизация была в дуальной манере противопоставлена варварам в классической оппозиции, возникшей из обычно даже более разделённого этноцентризма.
Продвижение этнологии, например вместе со структурной антропологией Клода Леви-Стросса, привело к критике концепций линейного прогресса, или псевдооппозиций между «обществами с историями» и «общества без историй», была осуждена также зависимость от ограниченного представления об истории как о накапливаемом росте.
Леви-Стросс часто упоминал очерки Монтеня о людоедстве как ранний пример «этнологии»; он преследовал цель через структурный метод обнаружить универсальные инварианты в человеческом обществе, в качестве которых он принимал запрещение кровосмешения. Однако требования такой культурной универсалии критиковались различными социальными мыслителями XIX и XX веков, среди которых были Маркс, Ницше и другие.
Наибольший вклад в российскую этнологию внесли Л. Н. Гумилёв (пассионарная теория этногенеза) и академик Ю. В. Бромлей.

## Школы и направления в этнологии

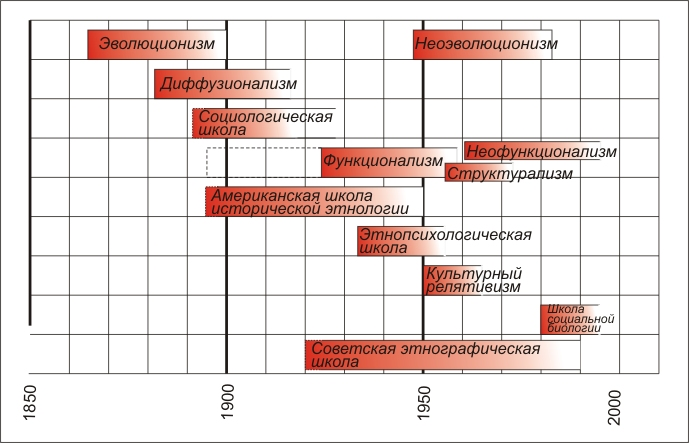
Школы и направления в этнологии, этнографии, культурной и социальной антропологии и т. д.

В процессе развития этнологии (культурной и социальной антропологии) и смежных с нею дисциплин возникали различные направления и концепции, некоторые из них к настоящему моменту полностью потеряли своё влияние в науке, другие, наоборот, и сегодня являются актуальными. Концепции некоторых школ и направлений не противоречили друг другу, а рассматривали различные аспекты существования, развития, возникновения этносов, другие же, наоборот, являлись несовместимыми.
Школы:
- эволюционизм;
- диффузионизм;
- расово-антропологическая школа (или антропосоциология);
- социологическая школа;
- структурный функционализм;
- американская школа исторической этнологии;
- этнопсихологическая школа;
- структурализм;
- культурный релятивизм;
- неоэволюционизм;
- марксистское направление (советская школа этнографии)
- школа социальной биологии;
- постмодернистская критика;
- институционализм;
- остальные концепции в этнологии (манчестерская школа неофункционализма, концепция социального структурализма, герменевтическая антропология);

## Музеи
- Этнологический миссионерский музей в Ватикане

### Учебники
- Этнология (этнография) / под ред. В. А. Козьмина, В. С. Бузина. — М.: Издательство Юрайт, 2022. — 438 с. — (Высшее образование). — ISBN 978-5-534-00916-3.